# Fountain Lake
Fountain Lake és una població dels Estats Units a l'estat d'Arkansas. Segons el cens del 2000 tenia 409 habitants.

## Demografia
Segons el cens del 2000, Fountain Lake tenia 409 habitants, 161 habitatges, i 126 famílies. La densitat de població era de 44,6 habitants/km².
Dels 161 habitatges en un 32,3% hi vivien nens de menys de 18 anys, en un 59% hi vivien parelles casades, en un 13,7% dones solteres, i en un 21,7% no eren unitats familiars. En el 16,8% dels habitatges hi vivien persones soles el 4,3% de les quals corresponia a persones de 65 anys o més que vivien soles. El nombre mitjà de persones vivint en cada habitatge era de 2,54 i el nombre mitjà de persones que vivien en cada família era de 2,85.
Per edats la població es repartia de la següent manera: un 23,2% tenia menys de 18 anys, un 8,1% entre 18 i 24, un 30,1% entre 25 i 44, un 26,7% de 45 a 60 i un 12% 65 anys o més.
L'edat mediana era de 38 anys. Per cada 100 dones de 18 o més anys hi havia 97,5 homes.
La renda mediana per habitatge era de 30.469 $ i la renda mediana per família de 31.188 $. Els homes tenien una renda mediana de 25.547 $ mentre que les dones 11.731 $. La renda per capita de la població era de 15.943 $. Entorn del 8,1% de les famílies i el 16,2% de la població estaven per davall del llindar de pobresa.

## Poblacions més properes
El següent diagrama mostra les poblacions més properes.